# 勒乌格

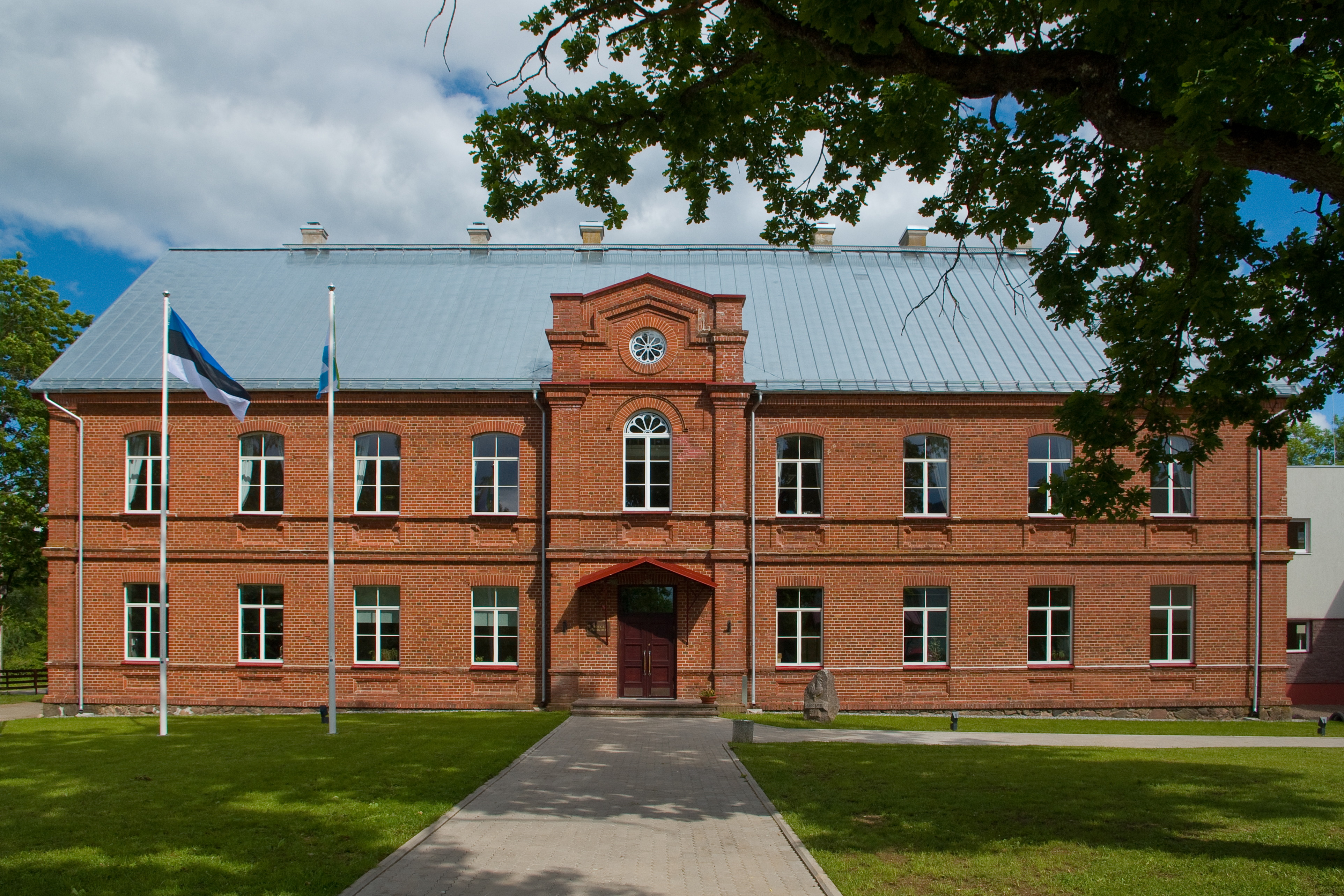
勒乌格小学

勒乌格，是愛沙尼亞沃魯縣勒乌格市镇内的小鎮及其行政中心，位於該國東南部，處於首都塔林東南面230公里，海拔高度133米，2012年該小鎮人口442。
57°43′40″N 26°54′35″E / 57.72778°N 26.90972°E